# Wendy Turnbullová
Wendy Turnbullová (* 26. listopadu 1952, Brisbane) je bývalá australská tenistka. Na svém kontě má devět grandslamových vítězství ve čtyřhře a tři grandslamová finále ve dvouhře. První z těchto finále si zahrála na US Open v roce 1977, podlehla tehdy Američance Chris Evertové. Ta jí sebrala i druhou šanci na singlový grandslamový triumf, když Turnbullovou porazila ve finále Roland Garros roku 1979. Třetí finále prohrála na Australian Open 1980 s československou tenistkou Hanou Mandlíkovou. Nejméně se Turnbullové ve dvouhře dařilo na Wimbledonu, kde bylo jejím maximem čtvrtfinále (v letech 1979, 1980, 1981). Má však wimbledonský titul z ženské čtyřhry z roku 1978, který vybojovala ve dvojici s krajankou Kerry Reidovou a dokonce dva z mixu - v letech 1983 a 1984 ho získala v páru s Britem Johnem Lloydem. Tři deblová celková vítězství si připsala i v Paříži, v ženské čtyřhře roku 1979 s Nizozemkou Betty Stöveovou, ve stejném roce triumfovala i v mixu spolu s Jihoafričanem Bob Hewittem, v mixu zvítězila i roku 1982 s Johnem Lloydem. Také na US Open kralovala ve čtyřhře hned třikrát - roku 1979 se Stöveovou, roku 1982 s Američankou Rosemary Casalsovou a v roce 1980 s Američanem Marty Riessenem ovládla ve Flushing Meadows čtyřhru smíšenou. V deblu nevyhrála paradoxně jen na domácím půdě, hrála zde nicméně dvě finále v ženské čtyřhře (1983, 1988). Čtyřhra jí přinesla též vítězství na Turnaji mistryň v roce 1986, kde její partnerkou byla Hana Mandlíková, i bronzovou olympijskou medaili, kterou získala na hrách v Soulu roku 1988, spolu s Elizabeth Smylieovou. Jejím nejlepším umístěním na singlovém žebříčku WTA bylo 3. místo (v lednu 1985), osm sezón po sobě (1977-1984) se držela v první desítce. Ve čtyřhře dosáhla nejvýše na 5. místo. Vyhrála 11 turnajů WTA ve dvouhře a 55 ve čtyřhře. Kariéru ukončila roku 1989, pracovala poté v Mezinárodním olympijském výboru i ve výboru FedCupu, kde během své hráčské kariéry odehrála 45 zápasů (australský rekord). Vydělala si během ní téměř 2,8 milionu dolarů na odměnách z turnajů (prize money). Byla pravorukou, hrála jednoruční bekhend. Pro svou rychlost na kurtu byla přezdívána Králík (Rabbit). V roce 2009 byla uvedena do Síně slávy australského tenisu.